# Sayf bin Sultan
Sayf bin Sultan (in arabo سيف بن سلطان اليعربي‎?; ... – 4 ottobre 1711), è stato sultano di Mascate dal 1692 al 1711.
La sua marina ottenne importanti vittorie sui portoghesi in Africa orientale dove la presenza del sultanato di Mascate si affermò definitivamente sulla costa.

## Primi anni
Sayf bin Sultan era il figlio del secondo imam della dinastia Yaruba, Sultan bin Sayf. Alla morte di suo padre, nel 1679, suo fratello Bil'arab divenne imam. Successivamente Sayf ebbe degli scontri con il nuovo sovrano, radunò le sue forze e assediò Jabrin. Dopo la morte di Bil'arab, avvenuta tra il 1692 e il 1693, gli succedette.

## Regno

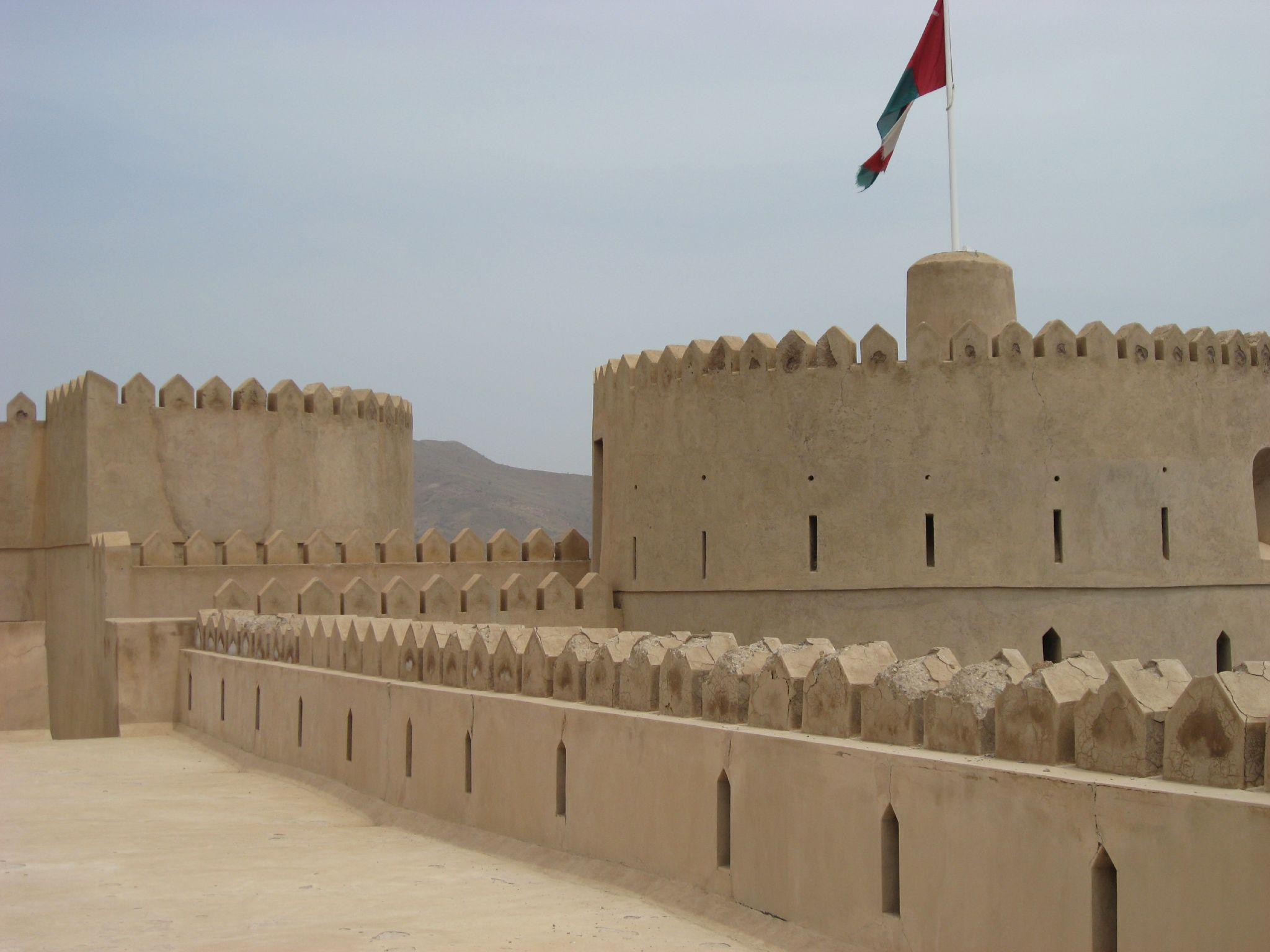
Il forte di Rustaq.

Sayf bin Sultan investì molto nel miglioramento dell'agricoltura, costruendo aflaj in molte parti dell'interno per fornire acqua e piantando palme da datteri nella regione di Al Batinah per incoraggiare gli arabi a lasciare le regioni interne e stabilirsi lungo la costa. Costruì nuove scuole. Fece del forte di Rustaq la sua residenza, aggiungendo la torre del vento del Burj al Riah.
Sayf proseguì la lotta contro i portoghesi sulla costa dell'Africa orientale. Nel 1696 le sue forze attaccarono Mombasa, assediando 2 500 persone che si erano rifugiate a Fort Jesus. L'assedio del forte terminò dopo 33 mesi quando i tredici sopravvissuti alla carestia e al vaiolo si arresero. Poco dopo gli omaniti conquistarono Pemba, Kilwa Kisiwani e Zanzibar. A quel punto erano la potenza dominante sulla costa. I portoghesi riuscirono a mantenere solamente le loro colonie a sud di capo Delgado, nell'attuale Mozambico.
L'espansione del potere degli omaniti incluse la fondazione del primo insediamento su larga scala a Zanzibar. Sayf nominò governatori arabi nelle città degli stati della costa prima di tornare in patria. Più tardi, molti di questi dovettero passare sotto il controllo di Muhammed bin Uthman al-Mazrui, governatore di Mombasa, e dei suoi discendenti, gli al-Mazrui, che fecero solo un riconoscimento nominale della sovranità del sultanato di Mascate. Sayf bin Sultan incoraggiò la pirateria contro il traffico mercantile di India, Persia e persino dell'Europa.

## Morte ed eredità
Morì il 4 ottobre 1711. Fu sepolto nel forte di Rustaq in una bella tomba, successivamente distrutta da un generale wahhabita. Alla sua morte possedeva una grande ricchezza che si dice includesse 28 navi, 700 schiavi e un terzo degli alberi da dattero dell'Oman. Gli succedette il figlio Sultan. Sayf si guadagnò il titolo di "legame della Terra" o "catena della Terra" per i benefici che aveva apportato alla popolazione del suo regno. Secondo Samuel Barrett Miles: